# Synagoge (Gorredijk)

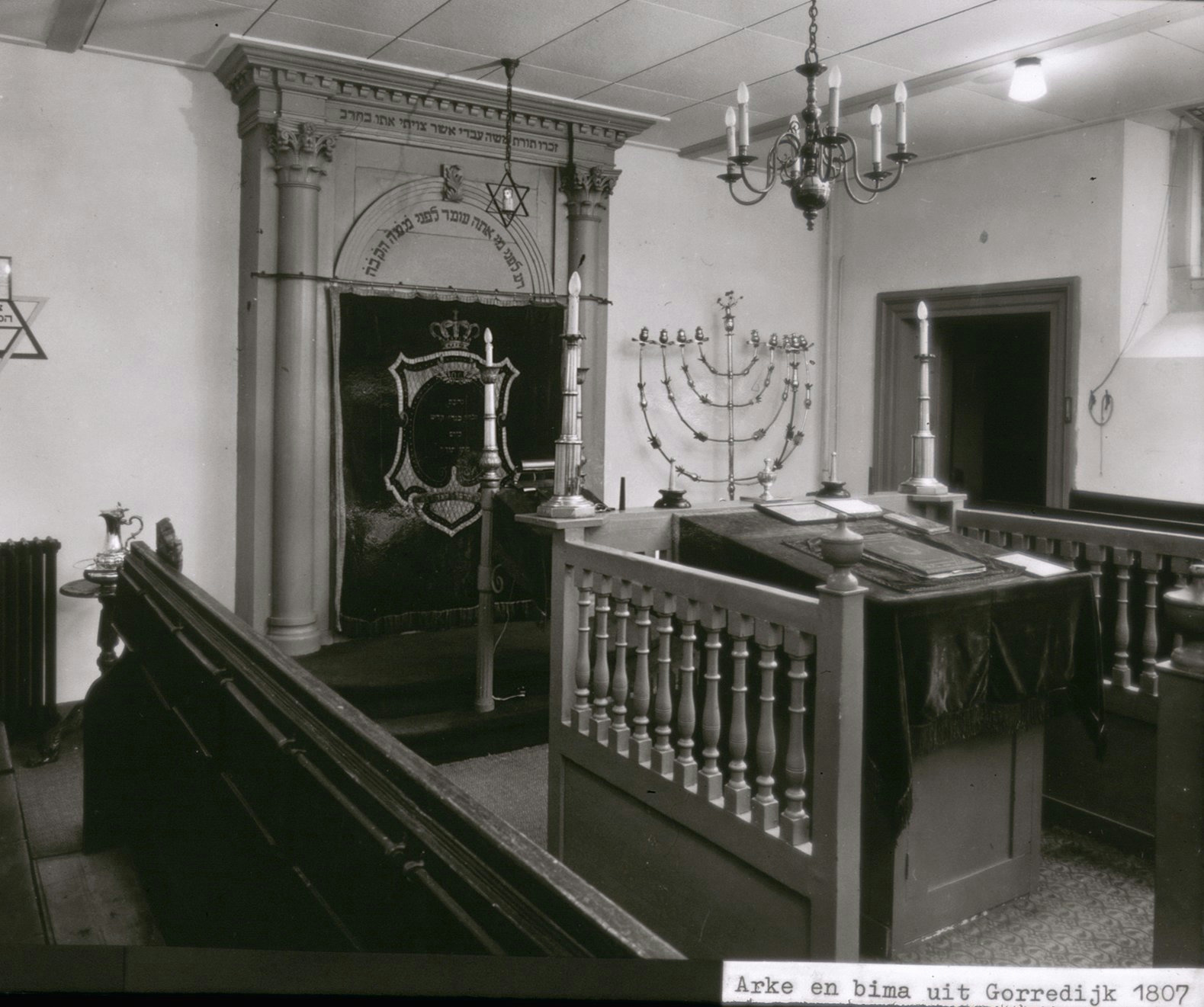
Innenansicht mit Toraschrein, Parochet, Ner Tamid rechts davon eine Chanukkia und Bima

Die Synagoge in Gorredijk, einem Ortsteil der niederländischen Gemeinde Opsterland in der Provinz Friesland, wurde 1807 errichtet. 

## Geschichte

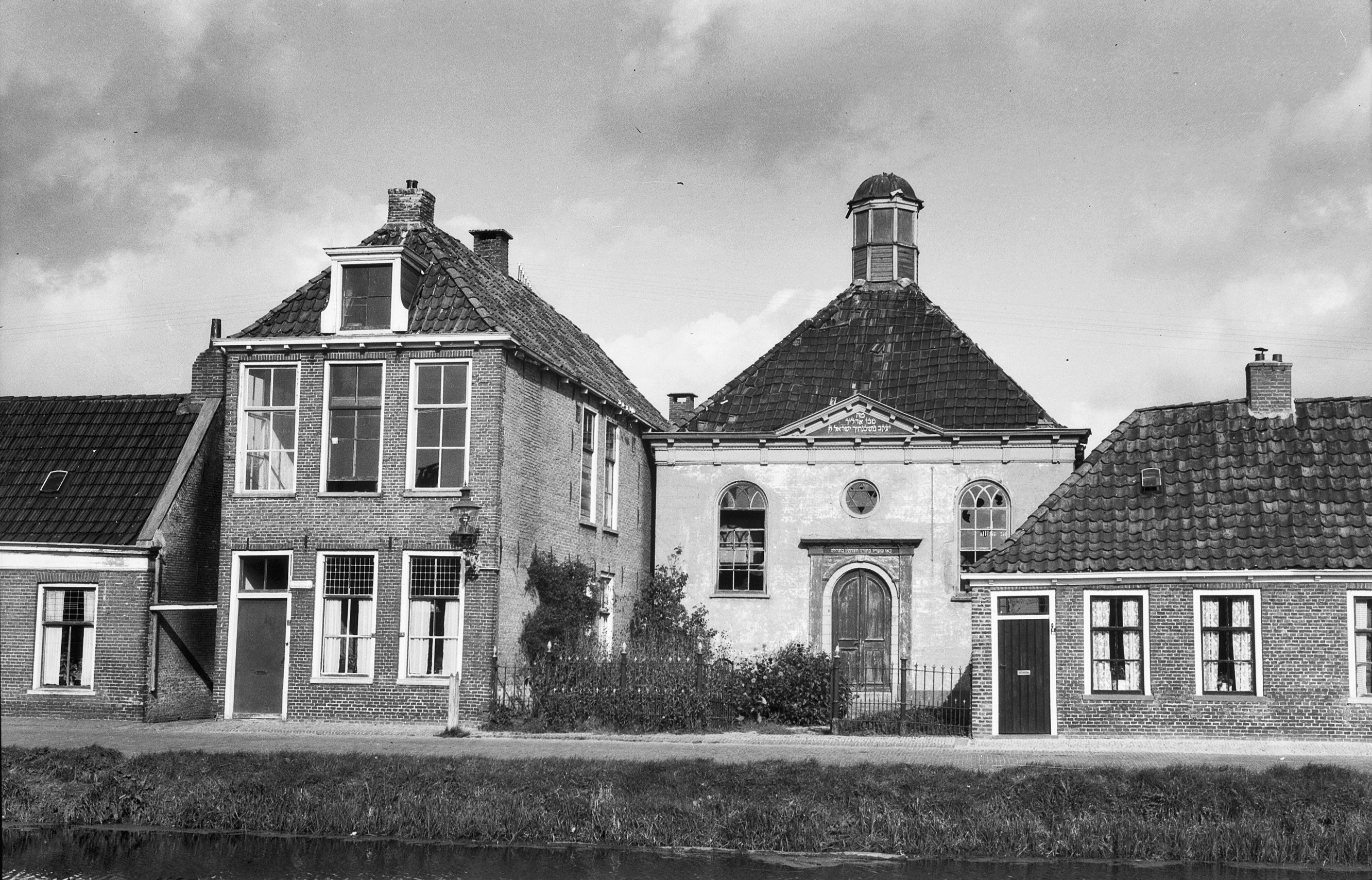
Ansicht der Synagoge von 1949, mittleres Gebäude

Die am 4. April 1907 eingeweihte Synagoge wurde für die recht kleine jüdische Gemeinde des Ortes errichtet. Während der Deutschen Besatzung im Zweiten Weltkrieg wurde im Holocaust die jüdische Gemeinde ausgelöscht.
Die Synagoge, deren Inventar 1945 in die Synagoge von Leeuwarden überführt wurde, kam 1949 in den Besitz der Gemeinde Opsterland. Wegen Baufälligkeit ließ diese das Gebäude im Jahr 1954 abreißen.